# Euan Edworthy
Euan Edworthy (* 1968 Salisbury) je britský politolog a podnikatel. Vystudoval na Ampleforth College a v roce 1991 úspěšně absolvoval studia politologie a historie na University of Wales v Cardiffu. Svou kariéru započal u londýnské PR společnosti Good Relations, kde pracoval pro klienty z oboru plánování výstavby a nemovitostního trhu. V roce 1993 přijal pozici konzultanta v hongkongské Rowland Company. V roce 1994 přesídlil do Prahy jako poradce vlády České republiky v oblasti zahraničních investic. Je členem správní rady nadace Anglo-Czech Educational Fund. V České republice je autorem řady projektů. Je ženatý a žije v Praze.

## Projekty
- V roce 2004 inicioval vznik prvního Speakers’ Corner v Praze [p 1] [p 2] a vůbec v kontinentální Evropě. [p 3]
- V roce 2007 založil sdružení zastánců Speakers’ Corner, mezinárodní charitativní iniciativu, jejímž členem je například bývalý britský poslanec Peter Bradley.
- Stojí v pozadí české dětské Ceny odvahy.
- V minulosti byl organizátorem kampaně "Den červených nosů".
- V roce 1995 založil společnost Best Communications, jednu z předních českých PR agentur.
- Inspirován skutečností, že jeho otec sloužil v Královském letectvu se v roce 2014 stal Euan Edworthy autorem myšlenky realizace památníku "Okřídlený lev". [p 4] 11. listopadu 2019 získal za práci na památníku Okřídlený lev Záslužný kříž ministra obrany České republiky 3. stupně.[5]
- V roce 2020 byl Euan vyznamenán Řádem britského impéria, třídou MBE, za zásluhy v oblasti česko-britských vztahů.